# 코코 마틴
코코 마틴(Coco Martin, 1981년 1월 1일 ~ )은 필리핀의 배우이다.

## 출연 작품
- 더 블랙스미스 (2017)
- 수퍼 부모 보호자 (2016)
- 유어 마이 보스 (2015)
- 메이비 디스 타임 (2014)
- 어 모멘트 인 타임 (2013)
- 마이 이터널 (2012)
- 도살 (2009)
- 다음 상영작 (2008)
- 제이 (2008)
- 서비스 (2008)
- 드럼비트 (2007)
- 바타네스 (2007)
- 행복한 장의사 가족 (2007)
- 새총 (2007)
- 폭염 (2006)
- 마사지사 (2005)